# Hypsicera eriplanator
Hypsicera eriplanator är en stekelart som beskrevs av Aubert 1969. Hypsicera eriplanator ingår i släktet Hypsicera och familjen brokparasitsteklar. Inga underarter finns listade i Catalogue of Life.